# Tipula lieftinckiana
Tipula lieftinckiana är en tvåvingeart som beskrevs av Alexander 1944. Tipula lieftinckiana ingår i släktet Tipula och familjen storharkrankar. Inga underarter finns listade i Catalogue of Life.